# 杉山吉良
杉山 吉良（すぎやま きら、本名すぎやま よしろう（漢字同じ）、1910年10月17日-1988年12月12日）は、日本の写真家。報道写真およびヌード写真に長ける。

## 来歴
静岡県伊東市出身。
1923年、早稲田中学在学中に関東大震災にあい、その後中学を中退。
映画のカメラマンとして出発し、1934年に写真家に転身。
1934年に創刊された雑誌『NIPPON (グラフ誌)』にも作品が掲載された（日本工房に所属していたわけではない）。
1938年7月に、土門拳、藤本四八、濱谷浩、田村茂、林忠彦、光墨弘、加藤恭平 (写真家)、梅本忠男らとともに青年報道写真研究会を設立し、活躍した。例えば、1939年4月30日から10月31日まで開催されたニューヨーク万国博覧会（前期）の国際館カヴァードスペース日本部に展示された写真壁画4つのうちの1つ「躍進日本」には、同会の土門拳、若松不二夫、山川益男、溝口宗博とともに杉山吉良の写真作品も使用された。
1939年には文藝春秋特派員として、中支那戦線から上海租界を渡り、写真撮影をした。
1942年にはアッツ島上陸作戦に従軍。
戦後は、まず先駆的なヌード写真で名をなした。
その後、海外での取材に基づく写真作品の発表を積極的に行った。（ブラジル、アマゾン、アッツ島など）

## 弟子
- 飯島幸永

## 展覧会
- 「裸体群像」（銀座松坂屋）1948年5月[1]
- 「讃歌Ⅰ」（銀座三越・東急百貨店本店・小田急百貨店新宿店、他[2]）1969年〜1972年
- 「日本の顔」（JCIIフォトサロン）1999年4月〜5月[3]

## 著書
（刊行年順）
- アリューシャン戦記（六興商会出版部、1943年）
- 裸體（ソアレ光房、1951年）
- 裸婦の写し方（大泉書店、1951年）
- 裸婦の写し方. 続（大泉書店、1951年）
- 裸婦の写し方選集（大泉書店、1953年）
- 写真ポケットブック（高陽書院、1953年）
- 裸族ガビオン（光文社、1958年）
- 讃歌（丸の内SPセンター、1969年）
- 北限の花アッツ島再訪（文化出版局、1979年）
- 杉山吉良写真集Nude（ノーベル書房、1983年）
- 花（ノーベル書房、1983年）
- アリューシャン戦記（杉山書店、1984年）
- 杉山吉良作品展 / 杉山吉良,杉山良子（JCIIフォトサロンライブラリー94、1999年）